# Michael Haaß
Michael Haaß (ur. 12 grudnia 1983 roku w Essen) – niemiecki piłkarz ręczny, reprezentant kraju. Obecnie występuje w Bundeslidze, w drużynie Frisch Auf Göppingen. Gra na pozycji środkowego rozgrywającego. W 2007 roku zdobył złoty medal mistrzostw świata. W kadrze narodowej zadebiutował w 2006 roku. W 2012 roku w Mistrzostwach Europy w piłce ręcznej doznał poważnego złamania nogi.

## Kluby
- 1993-2005  TUSEM Essen
- 2005-2006  HSG Düsseldorf
- 2006-2007  Rhein-Neckar Löwen
- 2007-2009  TSV GWD Minden
- 2009-  Frisch Auf Göppingen

## Sukcesy

### Puchar EHF
- (2011)
- (2005)

### Mistrzostwa Świata
- (2007)